# Królowie Kommageny

## KrólowieKummuhu
- Qatazilu (przed 866-po 858 p.n.e.)
- Zależność od Asyrii ok. 866-830
- Kundaszpi(?) (ok. 854)
- Zależność od Asyrii ok. 830-750
- Uszpilulume (ok. 805)
- Kusztaszpi (ok. 745)
- Mutallu (ok. 712)
- Kummuhu wcielone do Asyrii 708-607
  - Marlarimme (asyryjski gubernator ok. 668)
  - Bel-na'id (asyryjski gubernator ok. 663)
  - Salmu-szarru-iqbi (asyryjski gubernator po 648)
- Panowanie Medii 607-559
- Panowanie Persji 559-333
  - Aroandas (satrapa ok. 350)
- Panowanie Macedonii 333-306
- Panowanie królestwa Antygona 306-301
- Panowanie królestwa Seleucydów 301-163

## KrólowieKommageny

### DynastiaOrontydów(Erwanidów)
| #                                    | Imię                                                            | Wizerunek | Urodzony      | Zmarł          | Czas rządów                                         | Rodzice                                       | Tytuł                                                             |
| ------------------------------------ | --------------------------------------------------------------- | --------- | ------------- | -------------- | --------------------------------------------------- | --------------------------------------------- | ----------------------------------------------------------------- |
| 1                                    | Ptolemeusz                                                      |           |               | ok. 130 p.n.e. | gubernator: ok. 170-163 p.n.e. król: 163-130 p.n.e. | Kserkses z Armenii Antiochis                  | - seleukidzki gubernator (epistates) Kommageny; - król (basileus) |
| 2                                    | Samos Theosebes Dikajos                                         |           |               | ok. 100 p.n.e. | ok. 130-ok. 100 p.n.e.                              | Ptolemeusz                                    | król Kommageny                                                    |
| 3                                    | Mitrydates I Kallinikos                                         |           |               | ok. 70 p.n.e.  | (ok. 100-ok. 70 p.n.e.)                             | Samos Theosebes Dikajos Isias I               | król Kommageny                                                    |
| 4                                    | Antioch I Theos Dikajos Epifanes Filoromajos Filhellen          |           | ok. 86 p.n.e. | ok. 36 p.n.e.  | ok. 70-36                                           | Mitrydates I Kallinikos Laodika Thea Filadelf | król Kommageny                                                    |
| Zależność od Rzymu 64 p.n.e.-17 n.e. |                                                                 |           |               |                |                                                     |                                               |                                                                   |
| 5                                    | Mitrydates II Antioch Epifanes Filoromajos Filhellen Monokrites |           |               | 20 p.n.e.      | ok. 36-30 p.n.e.; usunięty                          | Antioch I Isias II Filostorgos                | król Kommageny                                                    |
| 6                                    | Antioch II Epifanes                                             |           |               | 29 p.n.e.      | 30-29 p.n.e.                                        | Antioch I Isias II Filostorgos                | król Kommageny                                                    |
| 7                                    | Mitrydates II Antioch Epifanes Filoromajos Filhellen Monokrites |           |               | 20 p.n.e.      | 29-20 p.n.e.                                        | Antioch I Isias II Filostorgos                | król Kommageny drugie panowanie                                   |
| 8                                    | Mitrydates III Antioch Epifanes                                 |           |               | 12 p.n.e.      | 20-12 p.n.e.                                        |                                               | król Kommageny                                                    |
| 9                                    | Antioch III Filokajsar                                          |           |               | 17 n.e.        | 12 p.n.e.-17 n.e.                                   | Mitrydates III Jotapa I                       | król Kommageny                                                    |
| Panowanie rzymskie 17-38 n.e.        |                                                                 |           |               |                |                                                     |                                               |                                                                   |
| 10                                   | Gajusz Juliusz Antioch IV Epifanes                              |           | przed 17 n.e. | po 72 n.e.     | 38-72 n.e. usunięty                                 | Antioch III Filokajsar Jotapa II              | król Kommageny                                                    |

W 72 roku n.e. Cesarstwo rzymskie podbiło Kommagenę.